# Fruit Dating
Fruit Dating je česká logická videohra z roku 2013. Vytvořila ji studia SBC Games a Little Color. Je určena pro Android a IOS. Existují dvě verze hry - freeware s reklamami a premium verze za 40 korun. Hudbu do hry složil Matúš Široky (podílel se například na hrách Mafia II a Hero of Many)

## Hratelnost
Hra se odehrává na herní ploše, kde se nachází několik druhů ovoce - od každého druhu dvě opačného pohlaví. Cílem hráče je dostat ovoce stejného druhu k sobě. Hráč je může přesunovat pohybem prstu, který však způsobí, že se daným směrem rozpohybují všechny pohyblivé předměty na herní ploše. Později se ve hře objeví i pasti, kterým se musí ovoce vyhnout. Například stvoření, která jedí ovoce.
Hra obsahuje několik desítek levelů, které jsou zasazeny do tří světů, přičemž další jsou přislíbeny v budoucích updatech. V každém levelu je určitý počet tahů. Pokud tento počet hráč splní, tak získá tři hvězdičky, ae když těch tahů provede více, tak jich dostane méně. Za hvězdičky lze odemknout libovolný level nebo získat řešení určitého levelu. Taktéž jsou hvězdičky potřeba k postupu do dalšího světa. To vše lze získat i za reálné peníze. Ve hře lze získávat i trofeje, kterých je 25.